# Eschiva von Saint-Omer
Eschiva von Saint-Omer († nach 1265) war Fürstin bzw. Titularfürstin von Galiläa.
Sie war die Tochter von Rudolf von Saint-Omer, Titularfürst von Galiläa und dessen Gattin Agnes Garnier.
Das Fürstentum war seit 1187 von den muslimischen Ayyubiden besetzt. Eschiva erbte das Titularfürstentum beim Tod ihres Vaters 1219. Sie heiratete Odo von Montbéliard (auch Odo von Montfaucon), den Konstabler von Jerusalem, Sohn des Walter von Montbéliard († 1212), Regent von Zypern.
Sie erhielt das Fürstentum 1240 infolge des Kreuzzugs von 1239 bis 1241 durch einen Vertrag mit dem Ayyubiden-Sultanat Damaskus friedlich zurück. Allerdings wurden wichtige Städte, wie Tiberias schon 1244 von durchziehenden choresmischen Söldnern des Ayyubiden-Sultans von Kairo geplündert und bis 1247 war der größte Teil Galiläas wieder an die Ayyubiden verloren.
Mit Odo hatte sie drei Töchter:
- Maria ⚭ I) Hugo von Ibelin († 1254/55), Sohn des Balian von Ibelin, Herr von Beirut, ⚭ II) Jakob von Ibelin († 1276), Graf von Jaffa.
- Johanna († jung)
- Simone ⚭ Philipp von Ibelin († 1304), Konstabler von Zypern.